# Francis de La Porte de Castelnau
François Louis Nompar de Caumont La Force, comte de Castelnau (25. prosince 1810 Londýn – 4. února 1880 Melbourne) byl francouzský přírodovědec.  Byl znám též jako François Laporte nebo Francis de Castelnau.

## Životopis
Narodil se v Londýně a studoval přírodopis v Paříži. V letech 1837 až 1841 vedl vědeckou expedici do Kanady, kde studoval faunu kanadských jezer a politický systém Horní Kanady a Dolní Kanady (dnes zhruba odpovídající moderním provinciím Ontario a Québec) a Spojených států.
V letech 1843 až 1847 s dvěma botaniky a preparátorem prošli Jižní Ameriku od Peru po Brazílii, po rozvodí řek Amazonka a La Plata.
Sloužil jako francouzský konzul v Bahia v Siamu od 1848 do 1862 a v Melbourne, Austrálie od 1864 do 1877.
Byl po něm pojmenován rod tropických stromů Laportea.

## Dílo
- Histoire naturelle, 1837.
- Vues et souvenirs de l'Amérique du Nord
- Expédition dans les parties centrales de l'Amérique: histoire naturelle des insectes coléoptères, 1840.
- Mémoires sur les poissons de l'Afrique australe, 1843.